# 아카사카역 (후쿠오카현)
아카사카역(일본어: 赤坂駅)은 일본 후쿠오카현 후쿠오카시 주오구 아카사카 1초메에 소재하는 후쿠오카 시 교통국 지하철 공항선의 역이다. 역 번호는 K07.
역의 심벌 마크는 후쿠오카 시 출신의 그래픽 디자이너, 니시지마 이사오가 디자인한 것으로 역 근처 헤이와다이 육상 경기장을 출발하는 모습과 후쿠오카 국제 마라톤을 완주했다 하여 아카사카의 "아"을 마라톤 주자로 묘사한 것에 유래가 있다.

## 역 구조
섬식 승강장 1면 2선의 승강장을 갖는 지하역으로 메이지도리 하부에 위치한다.

### 승강장
| 1 | ■공항선·하코자키 선 | 덴진・하카타・후쿠오카 공항・가이즈카 방면 |
| 2 | ■공항선·지쿠히 선   | 메이노하마・지쿠젠마에바루・가라쓰 방면    |

## 이용 상황
2015년도의 1일 평균 승차 인원은 15,507명이다.
최근의 1일 평균 승차 인원의 추이는 아래 표와 같다.
| 연도   | 1일 평균 승차 인원 |
| ------ | ------------------ |
| 2001년 | 12,266             |
| 2002년 | 12,207             |
| 2003년 | 12,183             |
| 2004년 | 12,237             |
| 2005년 | 11,520             |
| 2006년 | 12,152             |
| 2007년 | 12,270             |
| 2008년 | 12,669             |
| 2009년 | 12,241             |
| 2010년 | 12,421             |
| 2011년 | 12,773             |
| 2012년 | 13,088             |
| 2013년 | 13,584             |
| 2014년 | 14,022             |
| 2015년 | 15,507             |

## 역 주변
메이지도리와 다이쇼도리 교차점의 하부에 위치하고 역 주변은 후쿠오카 시 도심의 서쪽 끝부분에 해당된다. 젊은이의 거리로 알려진 다이묘 지구와도 접하고 있다. 주변에는 오피스 빌딩도 다수 들어서 있다.
- 후쿠오카 시 주오 구청
- 후쿠오카 시 교통국
- 마이쓰루 공원
- 후쿠오카성
- 헤이와다이 육상 경기장

## 인접역
| 후쿠오카 시 지하철 ■ 공항선     | 후쿠오카 시 지하철 ■ 공항선 | 후쿠오카 시 지하철 ■ 공항선 |
| ------------------------------- | --------------------------- | --------------------------- |
| K06 오호리 공원 메이노하마 방면 |                             | 덴진 K08 후쿠오카 공항 방면 |